# AB 250-3
AB 250-3 je bila protivpešadijska kasetna bomba koju je koristila Luftvafe tokom Drugog svetskog rata.

## Opis
AB 250-3 je mogao da se okači horizontalno unutar odeljka za bombe ili trupa ili uporišta krila. Imao je i klinove tako da su ga bombarderi mogli baciti. Telo AB 250-3 je bilo napravljeno od mekog čeličnog lima i bilo je preklopne konstrukcije sa šarkama na repu. Bio je podeljen u tri odeljenja; odeljak za nos u obliku kupole, cilindrični središnji odeljak i odeljak za rep u obliku konusa. AB 250-3 je mogao da nosi 108 k SD-2 protivpešadijske bombe u njegovom središnjem delu. AB 250-3 je bio sličan drugim kontejnerima AB 250 osim što je imao šest repnih peraja umesto četiri zavarene za kontejner sa spojnicama zakivanim između svakog peraja. U odeljku za nos se nalazio džep sa osiguračem koji je bio zavaren za držač na gornjoj polovini kontejnera. Dve polovine su zajedno držane žicom za smicanje koja je prolazila kroz čelični nakovanj u donjem delu džepa osigurača. Kada padne, nakon nekoliko sekundi aktivira se vremenski upaljač, a žica koja je držala kontejner je presečena malim eksplozijom ispod osigurača. Kućište se tada otvora i dolazi do ispadanja bombi. Kontejneri su obojeni tamnozeleno sa dve uzdužne crvene pruge na repnom konusu.

## Galerija
- Fotografija SD 2 iz Pamfleta za obuku civilne odbrane br. 2: Predmeti izbačeni iz vazduha (3. izdanje).
- SD 2 - Zatvoren: Osigurač još nije aktiviran.
- SD 2 - Otvoren: krila su se otvorila i vidljivi su navoji zavrtnja na dnu vretena za aktiviranje: osigurač je sada aktiviran.